# Суха-Река (Великотырновская область)
Суха-Река (болг. Суха река) — село в Болгарии. Находится в Великотырновской области, входит в общину Велико-Тырново. Население составляет 4 человека (2022).

## Политическая ситуация
Суха-Река подчиняется непосредственно общине и не имеет своего кмета.
Кмет (мэр) общины Велико-Тырново — Румен Рашев (независимый) по результатам выборов в правление общины.